# Duma di Stato (Federazione Russa)
La Duma di Stato (in russo Государственная дума?- Gosudarstvennaja duma, abbreviato in Госдума - Gosduma) è la camera bassa dell'Assemblea federale della Federazione Russa; la camera alta è il Consiglio federale della Russia. 
La Duma ha sede nel centro di Mosca; i suoi membri sono i deputati. La Duma di Stato ha sostituito il Soviet Supremo in seguito alla nuova costituzione introdotta da Boris El'cin alla fine della crisi costituzionale russa del 1993. La nuova costituzione venne approvata con un referendum.

## Storia
La Duma di Stato fu introdotta per la prima volta nel 1905 e rappresentò il primo Parlamento russo eletto. I primi due tentativi effettuati dallo zar Nicola II furono troppo radicali e inefficaci e furono subito sciolti dopo appena un mese. Dopo la riforma elettorale del 1907 la terza Duma, eletta nel novembre 1907, fu costituita da membri delle classi più abbienti e le influenze radicali nella Duma erano state in gran parte rimosse. L'istituzione della Duma dopo la rivoluzione del 1905 stava a rappresentare i significativi cambiamenti del sistema autocratico russo. La Duma ebbe poi una grande funzione in Russia, in quanto fu uno dei fattori contribuenti alla Rivoluzione di febbraio, che portò all'abolizione dell'autocrazia in Russia.

## La Duma di Stato nella Costituzione della Russia
La Duma di Stato ha i poteri conferiti dalla Costituzione della Russia. Essi sono:
- Approvare le leggi a maggioranza; le leggi devono essere approvate dal Consiglio della Federazione e firmate dal Presidente
- Emendare la Costituzione con una maggioranza dei due terzi.
- Annullare il rifiuto di una legge da parte del Consiglio federale con i due terzi dei voti
- Annullare il veto presidenziale con la maggioranza dei due terzi (il Consiglio Federale deve anche essere d'accordo con la maggioranza del 75%)
- Approvare o rifiutare la nomina presidenziale per il Primo ministro
- Nominare il Presidente della Camera di Audizione e metà dei suoi componenti
- Intraprendere la procedura di messa in stato di accusa del Presidente (con la maggioranza di due terzi)
- Tutte le leggi vengono dibattute e approvate alla Duma, per essere ulteriormente analizzate al Consiglio Federale
- Considerare e approvare tasse federali
- Discutere su problemi di guerra e pace
- I doveri sono elencati alla Sezione 1, Capitolo 5, Articoli 100—108 della Costituzione della Russia.

La Duma di Stato conta 450 deputati (Art. 95), ognuno eletto con un mandato di cinque anni (Art. 96). I cittadini russi che abbiano compiuto 21 anni di età sono eleggibili alla Duma (Art. 97).

## Presidente della Duma di Stato
L'attuale Presidente della Duma di Stato è Vjačeslav Volodin.

## Inviati presidenziali alla Duma di Stato
- Aleksandr Jakovlev (18 febbraio 1994 – 10 febbraio 1996)
- Aleksandr Kotenkov (10 febbraio 1996 – 5 aprile 2004)
- Aleksandr Kosopkin (dal 5 aprile 2004)